# Thella Johnson
Thella Anneli Johnson, född 7 november 1979 i Stockholm, är en svensk journalist och musiker. Hon är mest känd som radiojournalist och har bland annat varit verksam som Sveriges Radios utrikeskorrespondent i Helsingfors.

## Biografi
Johnson har finländska rötter. Hon har studerat politik och filosofi vid Stockholms universitet och vid National University of Ireland i Galway.
I Finland har hon varit programledare i YLE:s ungdomskanal Yle X3M.
Johnson har belönats med flera radiopriser och journalistpriser för sina dokumentärer och granskande reportage, bland annat Röda korsets journalistpris 2007. Hon har nominerats till Stora Journalistpriset två gånger, 2006 tillsammans med Jörgen Huitfeldt och Ola Wong för reportage i Sveriges Radios program Kaliber om svenska kommuners handel med stenindustrin i Kina och 2010 för sitt P3 Dokumentär-avsnitt Sunday Bloody Sunday om konflikten i Nordirland.
Johnson, Huitfeldt och Wong är författare till reportageboken Sjukt billigt - vem betalar priset för ditt extrapris som utkom på Norstedts 2007.
Som musikartist var hon tidigare sångare och låtskrivare i den elektroniska duon Coup D'etat. Tillsammans med sin man, musikern Petter Bergander, driver hon den lilla oberoende skivetiketten Brottby Records i Brottby norr om Stockholm där paret också bor.
2023 debuterade Thella Johnson som romanförfattare med romanen Fred.